# NS ICM
 (décembre 2022).
Si vous disposez d'ouvrages ou d'articles de référence ou si vous connaissez des sites web de qualité traitant du thème abordé ici, merci de compléter l'article en donnant les références utiles à sa vérifiabilité et en les liant à la section « Notes et références ».
Les automotrices NS ICM (abréviation de Intercitymaterieel en néerlandais) sont une série de rames automotrices électriques utilisé par les Nederlandse Spoorwegen en service InterCity. Ce modèle dont la conception sera reprise par les voitures Intercity ICR a été conçu par le designer industriel français Raymond Loewy et produit à 144 exemplaires par Waggonfabrik Talbot.
Elles sont exploitées en composition de trois voitures (ICM-III) et de quatre voitures (ICM-IV). Leur surnom de Koploker provient du système d'intercirculation permettant aux passagers de marcher d'une rame à l'autre. Ce système, qui avait nécessité de surélever le plancher de la cabine du conducteur, n'est plus utilisé aujourd'hui et les portes à l'avant ont été supprimées sur les rames révisées.

## Histoire

### Origines
Dans les années 1970, les Nederlandse Spoorwegen disposent pour les services InterCity (mis en place en 1970) de quelques rames électriques Plan T construites à partir du milieu des années 1960 ainsi que de rames quadruples Mat '54 livrées à partir de 1956. Leur aménagement avec des banquettes en vis-à-vis en 2e classe est désormais considéré comme spartiate selon les critères de l'époque ce qui a poussé les NS a réaménager 37 rames Mat '54 en remplaçant tout ou partie des sièges par de nouveaux fauteuils en configuration coach. D'autres InterCity sont assurés en rame tractée avec des voitures qui accusent leur âge. En outre, la vitesse de ces véhicules plafonne à 140 km/h. Or, les NS sont en train de planifier la construction de la ligne de Weesp à Leyde (nl) via l'Aéroport d'Amsterdam-Schiphol et comptent y circuler à 160 km/h. Le service sur cette ligne relativement courte (moins de 50 km) doit se faire avec des automotrices possédant de bonnes capacités d'accélération.
leid

### Mise au point

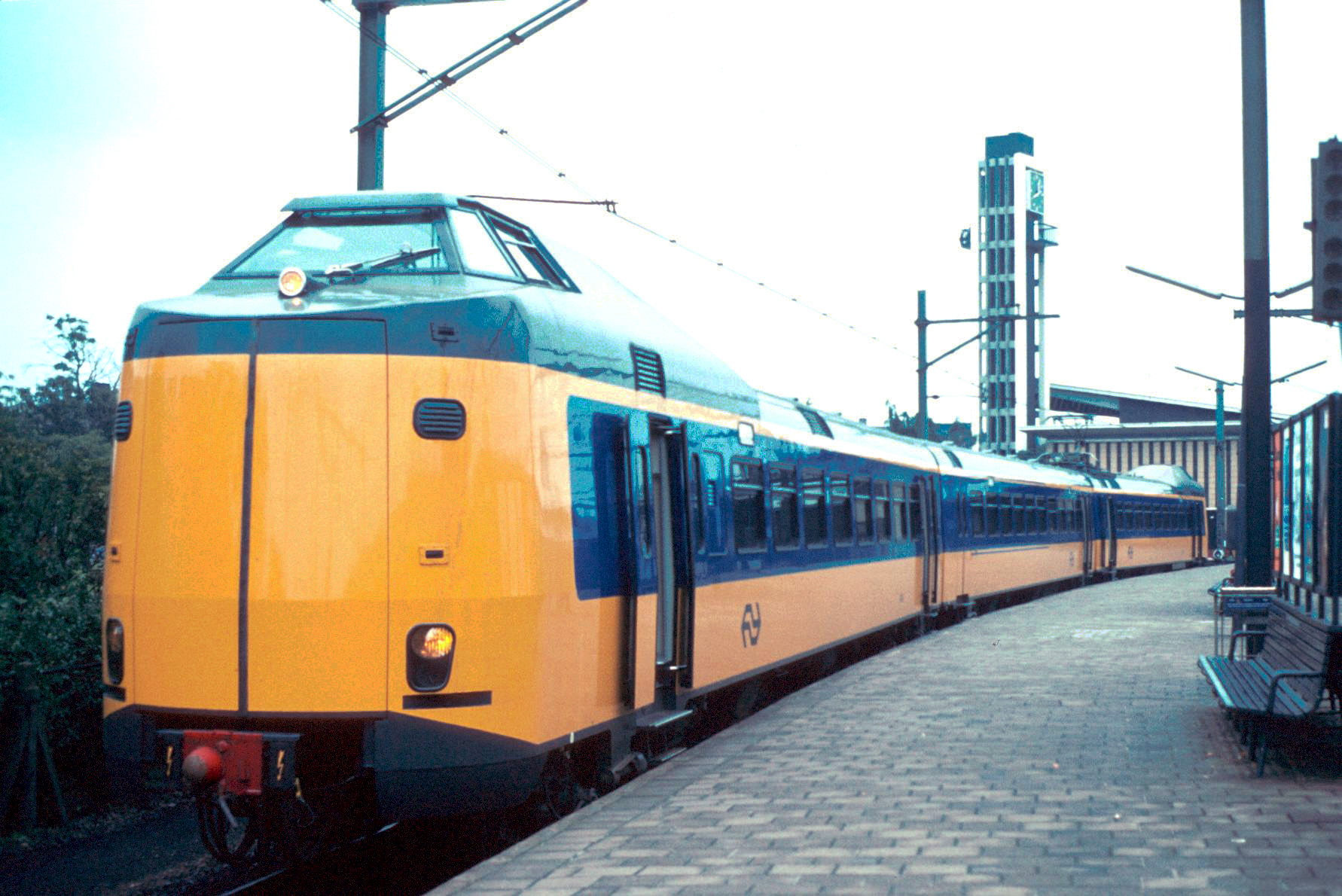
La 4002 en 1977.

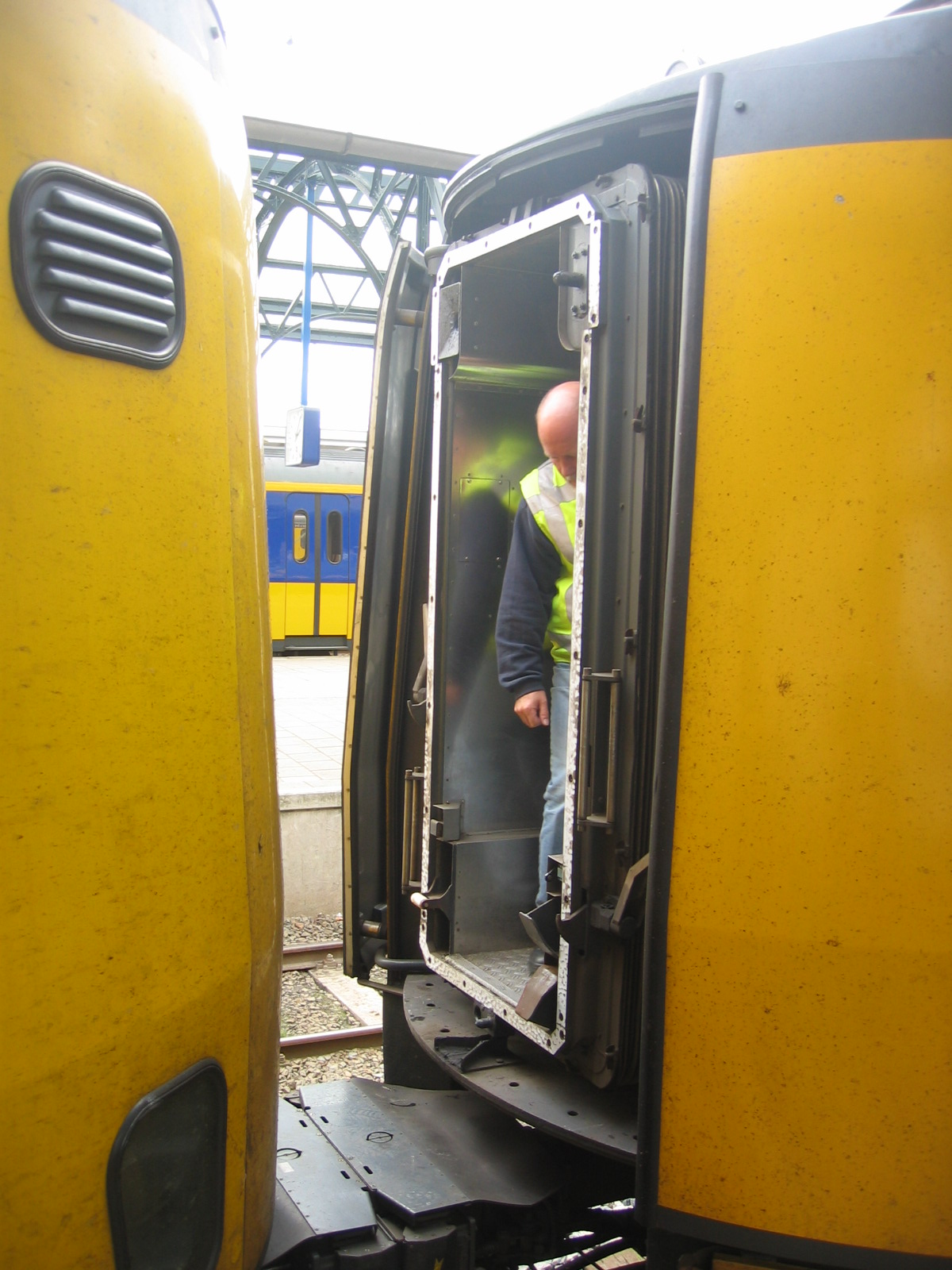
Opération de couplage (2005).

Le cahier des charges des automotrices, qui doivent alors être une petite série cantonnée aux besoins spécifiques de cette nouvelle ligne, prévoit de disposer d'une intercirculation d'une rame à l'autre pour le passage des voyageurs et des chariots de restauration à la place dont les plats sont préparés dans un compartiment-cuisine. La solution de surélever le poste de conduite avait déjà été appliquée sur les voitures-pilotes réalisées par les NS pour le train Benelux, mais ces dernières ne disposaient pas de l'intercirculation. En résultent une vue imprenable pour le conducteur au prix d'un escalier d'accès abrupt. Il est également prévu de faciliter l'embarquement des personnes à mobilité réduite en dotant chaque véhicule d'une paire de portes plus larges. L'aménagement est en salle ouverte, sauf une partie de la 1re classe, avec une majorité de sièges en disposition coach. Des freins électromagnétiques à patin sont prévus en plus du système de freinage classique, afin de rouler à 160 km/h, et le design de la remorque centrale devra servir de maître-étalon à un projet de voitures à voyageurs de nouvelle génération. L'intercirculation d'une rame à l'autre utilise un nouveau type de couloir, qui a été testé sur un wagon fermé des NS, avec des portes "coquilles" maintenant le passage en position fermée et étanche aux extrémités du convoi et se repliant sur le côté pour mettre en communication des rames attelées entre-elles.
En 1973, le bureau d'études de Raymond Loewy est missionné et l'année suivante, une commande pour 7 rames prototypes baptisées plan Z est passée à la Waggonfabrik Talbot d'Aix-la-Chapelle en Allemagne. La motorisation se fait par l'intermédiaire de rhéostats, une technologie éprouvée mais générant une consommation supérieure à celle des hacheurs à thyristors employés sur les rames produites à partir de 1987.
Le premier exemplaire a été mis en service en 1977. La production à grande échelle a eu lieu entre 1983 et 1994.
Entretemps, la livraison des voitures ICR a débuté, tout comme celle des locomotives NS série 1600/1800 et de voitures à deux étages non-apparentées qui permettent toutes aux NS d'augmenter l'offre voyageurs et de radier du matériel remontant aux années 1940-1950. La conception des voitures ICR est également apparentée aux voitures Corail dont les NS avaient empruntées quelques exemplaires en 1977 et décident d'en reprendre les bogies. Les NS entreprennent également des travaux pour permettre la circulation à 160 km/h, ce qui motive la commande d'une grande quantité de nouvelles rames InterCity.
Les bogies Wegmann des rames de présérie donnant de nombreux soucis en service, les bogies des rames suivantes sont tous réalisés par la Schweizerische Industrie Gesellschaft (SIG). Afin de s'assurer du bon fonctionnement de ce système, la 4007 est dotée de bogies SIG qu'elle conserve. Des différences de fonctionnement font que le couplage avec intercirculation n'est initialement pas possible entre les rames prototypes et celles de série[réf. souhaitée].
Les rames prototypes de 1977, 4001 à 4007 désignées plan Z ou ICM-0, sont suivies par les rames triples 4008-4050 (Plan Z1 ou ICM-1) livrées entre décembre 1983 et mai 1987. Les 4051 à 4097 mises en service entre juillet 1987 et février 1990 (Plan Z2 ou ICM-2) complètent l'effectif des rames triples ICM-III.
Les ICM-1 et 2 sont composées d'une motrice de 2e classe avec fourgon et cuisine, d'une remorque de 1re et 2e classe et d'une voiture-pilote de 2e classe non-motorisée. Le nombre de places assises est de 35 en 1re et 152 en 2e classe. Sur les prototypes, la répartition est inversée : le compartiment à bagages se trouvant dans la voiture-pilote, et le nombre de places assises de 2e classe à bord est de 155.
Afin d'augmenter la capacité à bord, les rames des dernières tranches (Plan Z3 / Z4, ICM-3, ICM-4) sont à quatre éléments. La remorque AB est remplacée par une remorque de 1re classe sans motorisation et une motrice de 2e classe dépourvue de cabine de conduite mais dotée de deux moteurs de traction et positionnée à la suite de la motrice. Les moteurs additionnels évitent à ces rames plus lourdes d'avoir des performances dégradées.

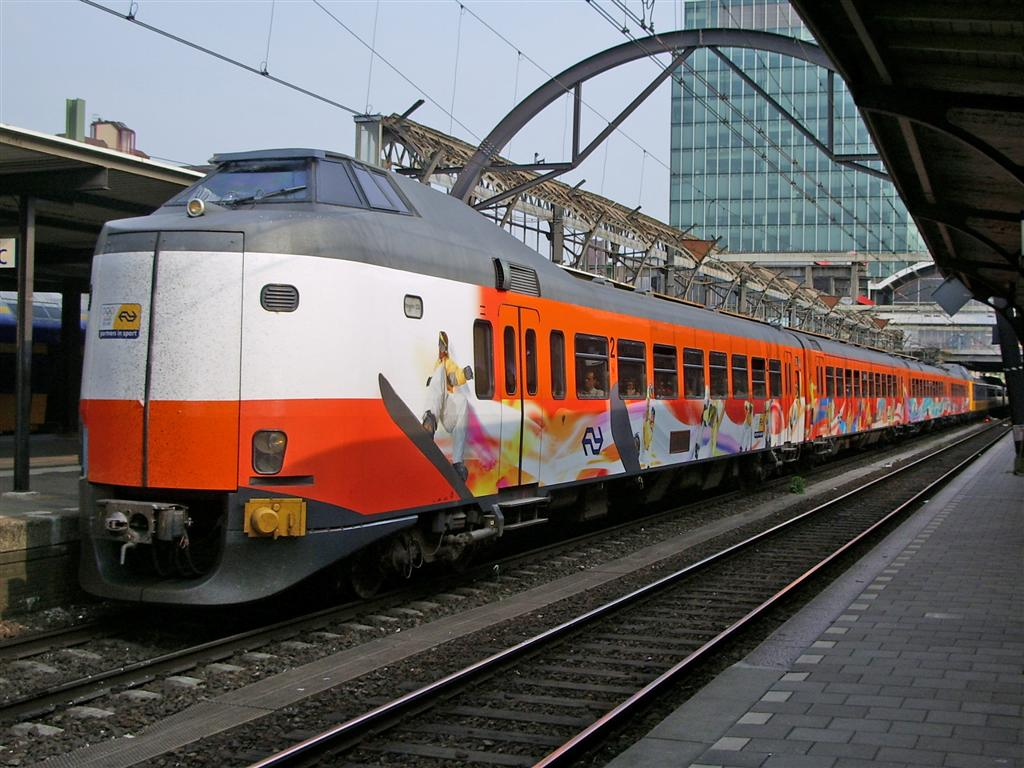
Rame quadruple aux couleurs des Jeux olympiques d'été de 2004.
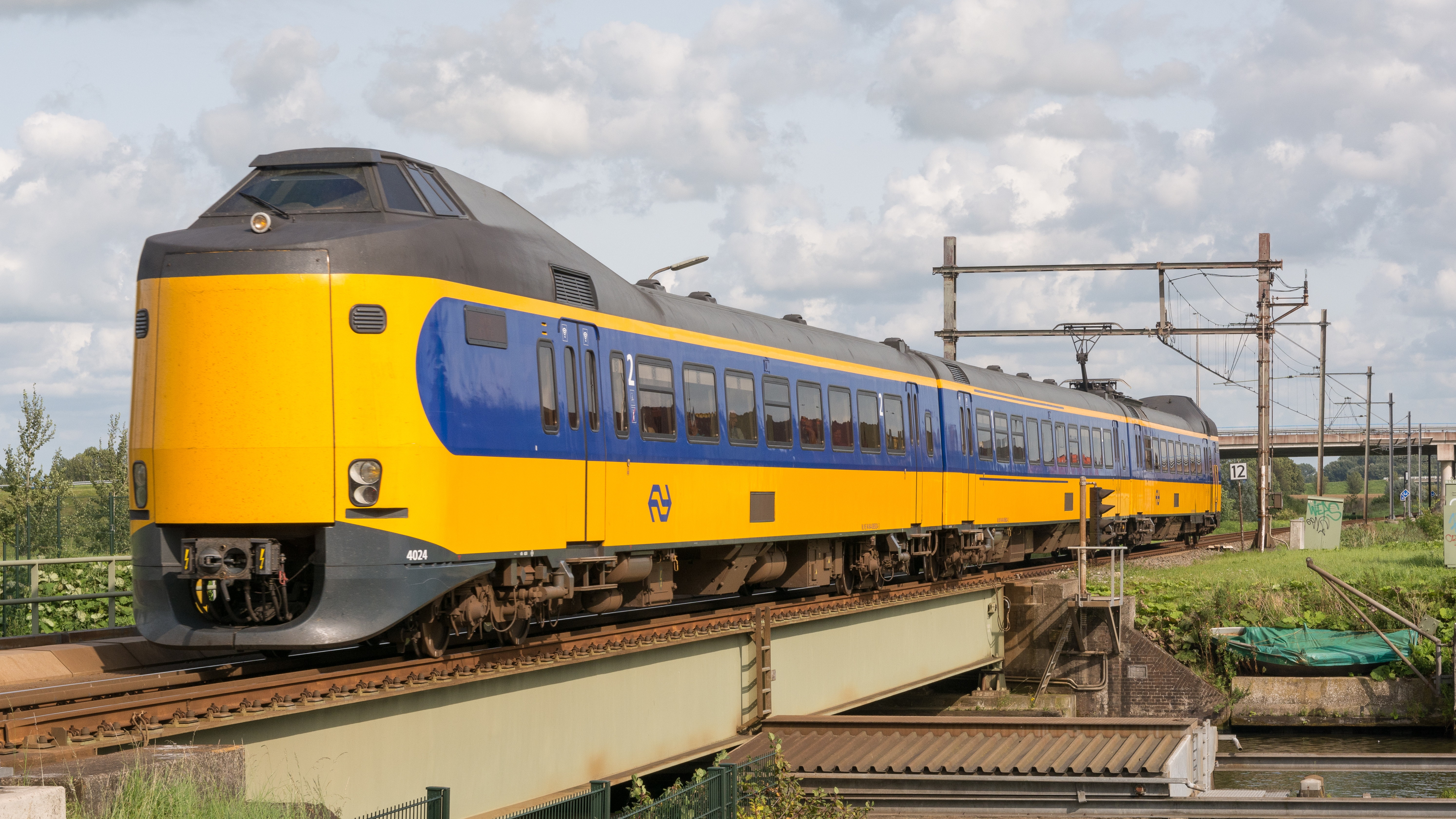
Rame triple rénovée.
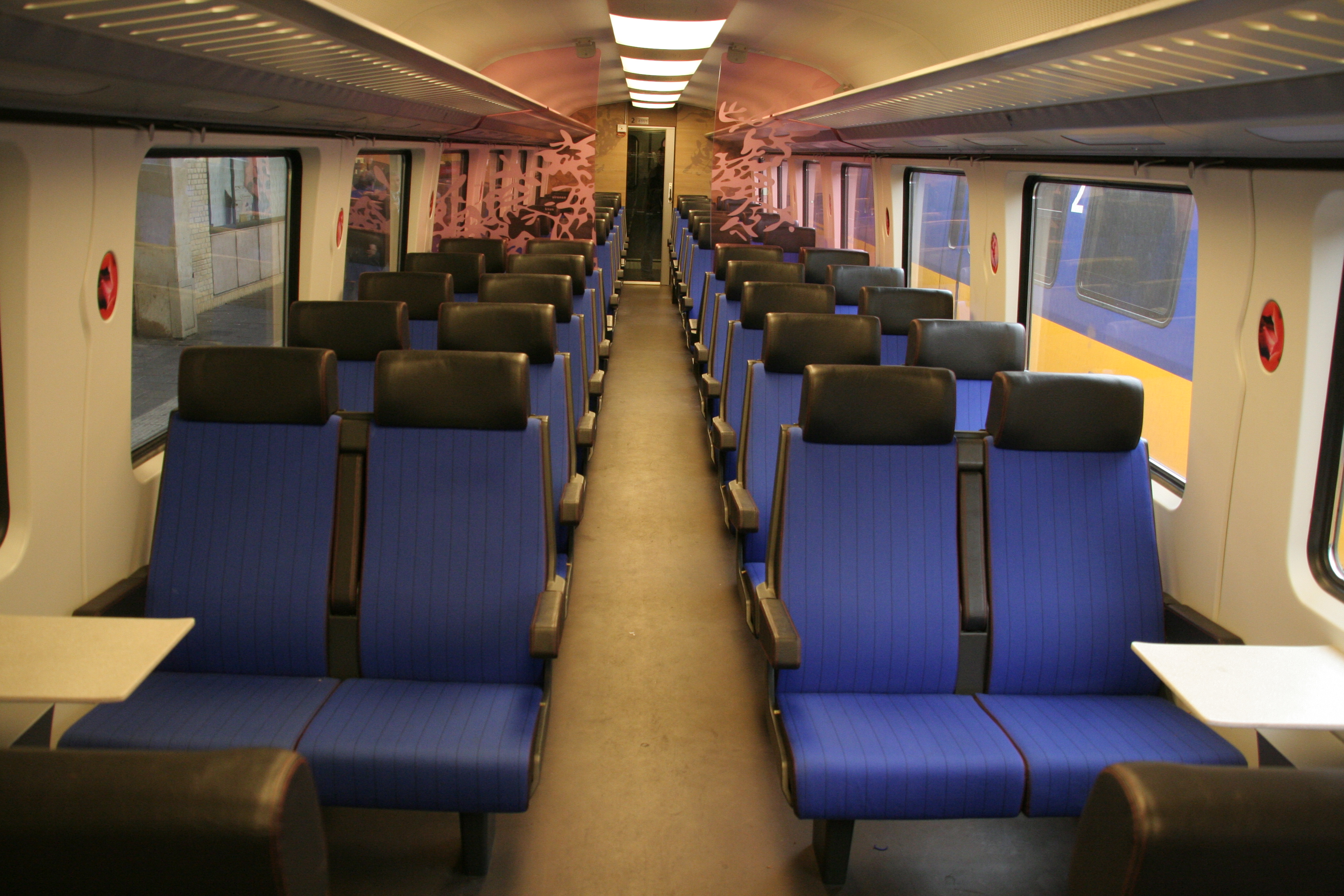
Intérieur en deuxième classe.

### Carrière et services effectués

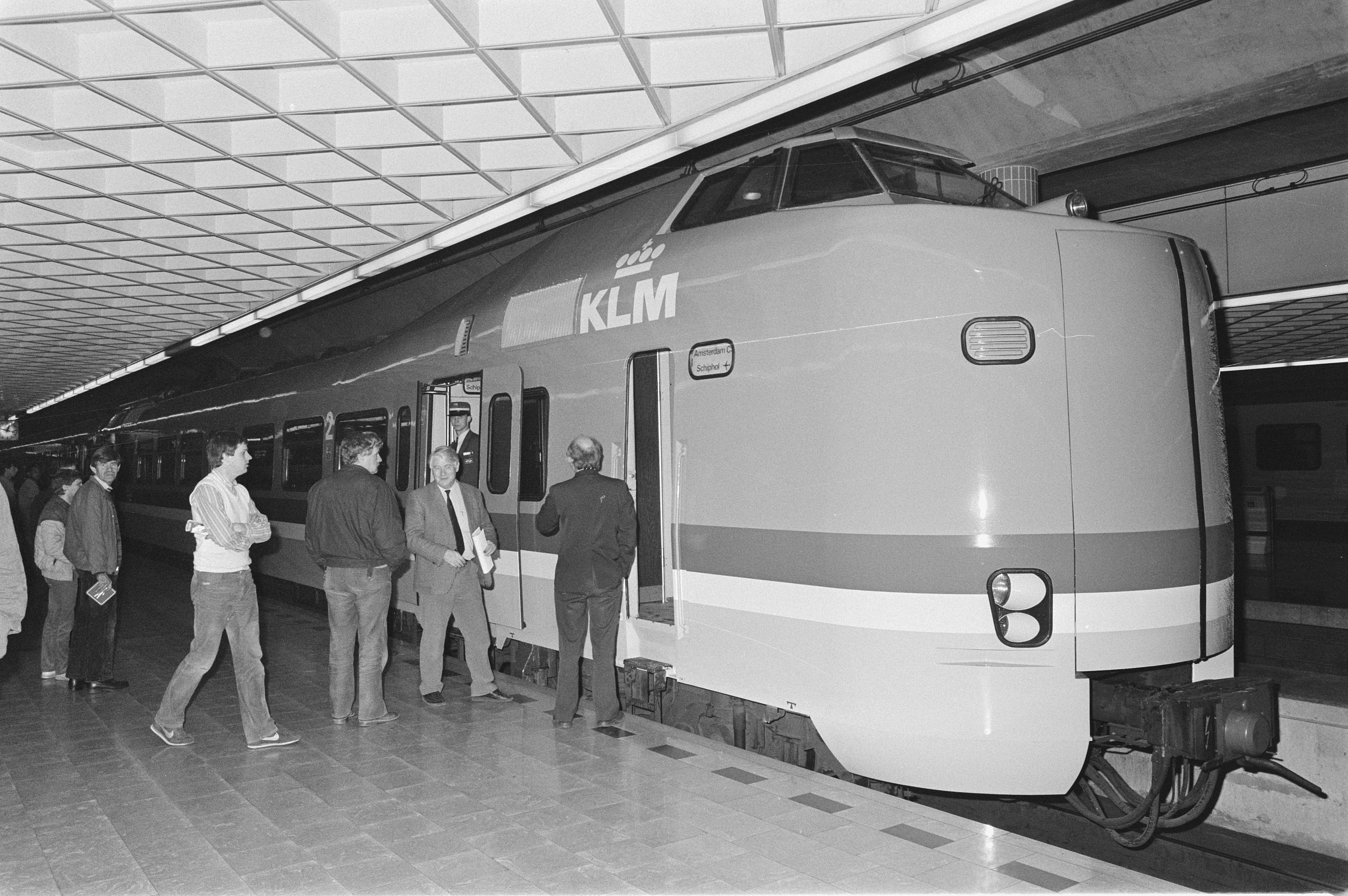
La rame 4011 à Schipol en avril 1986.

Les rames prototypes sont affectées à une batterie d'essais tandis que la 4003 réalise un premier parcours commercial entre Eindhoven et Venlo le 20 juin 1977. Leur entrée en service est finalement reportée au mois d'avril 1979 sur des dessertes IC entre Amsterdam et Nimègue, une ligne fréquentée par les rames prototypes au-moins jusqu'en 1985. La desserte de l'aéroport d'Amsterdam-Schiphol, dont la première gare a été inaugurée en 1978, par des rames ICM doit finalement attendre l'année 1985.
En 1986, les rames 4011 et 4012 reçoivent un pelliculage spécial aux couleurs des compagnies aériennes KLM Royal Dutch Airlines et Martinair Holland qu'elles perdent respectivement en 1987 et 1988.